# Wdzydze (jezioro)

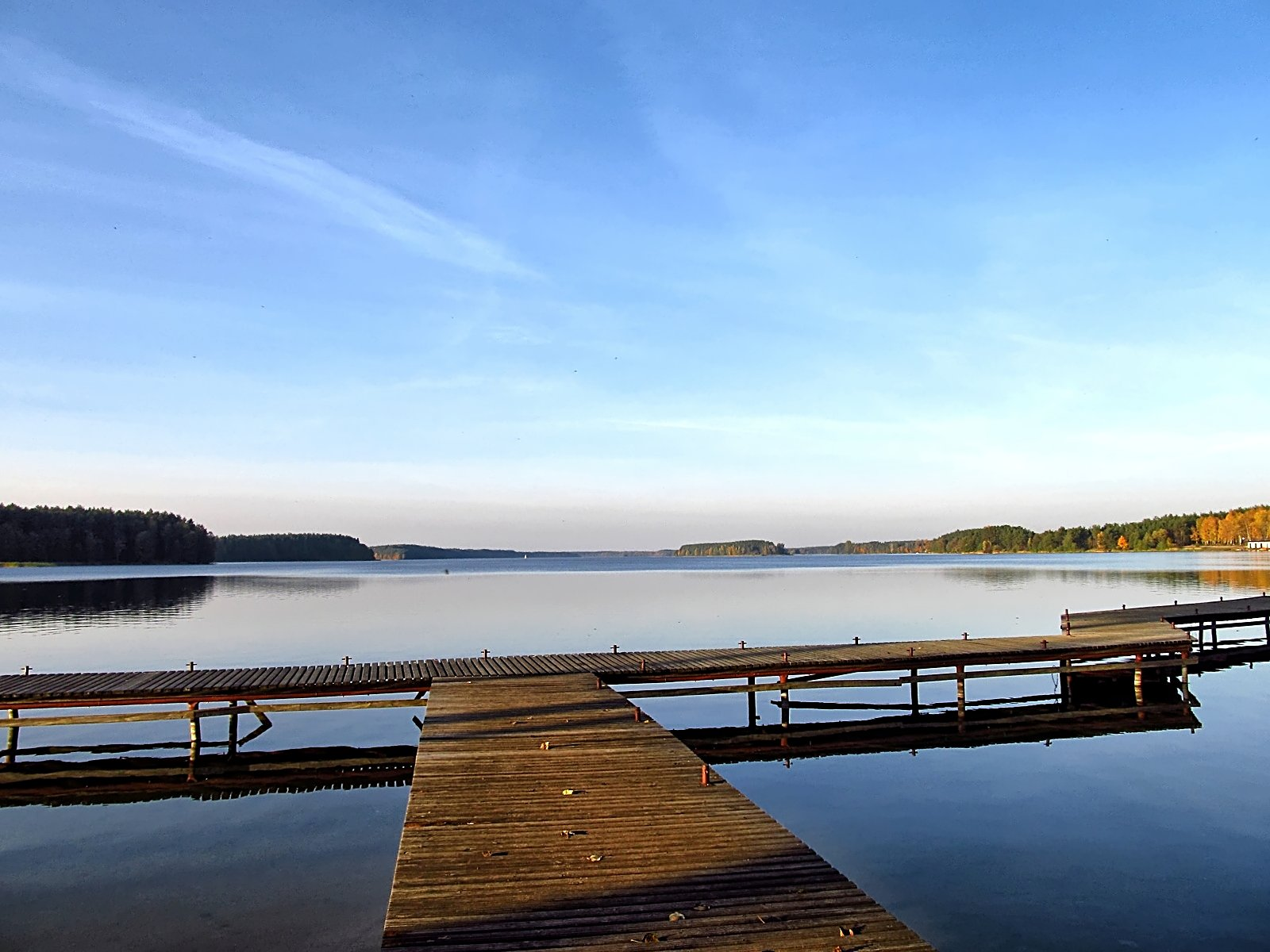
Widok z pomostu

Wdzydze (kaszub. Wdzydzczé Jezoro; zwane również kaszubskim morzem, Wielką Wodą lub Szerzawą) – jezioro w Borach Tucholskich w powiecie kościerskim (województwo pomorskie), na obszarze Kaszub Południowych.
Obejmuje połączonych pięć jezior: Wdzydze, Radolne, Gołuń, Jelenie i Słupinko.
Cały akwen objęty jest obszarem Wdzydzkiego Parku Krajobrazowego.
Na jeziorze znajdują się duże wyspy (m.in. Ostrów Wielki, który jest zamieszkany, Ostrów Mały, Sorka, Sidły i Glonek) o całkowitej powierzchni 150,7 ha. Przez Wdzydze przepływa Wda.
Występuje tu Sieja pospolita.

## Dane morfometryczne
Powierzchnia zwierciadła wody całego zbiornika według różnych źródeł wynosi od 1417,0 do 1455,6 ha.
Zwierciadło wody położone jest na wysokości 133,8–134,1 m n.p.m. lub 133,0–133,4 m n.p.m. Średnia głębokość wynosi 15,2 m, a głębokość maksymalna według różnych źródeł od 68 lub 69,5 metrów.
Na podstawie badań z 2001 roku wody jeziora zaliczono do II klasy czystości.